# Ramal ferroviario Rosario-Cañada de Gómez-Villa María-Córdoba
El Ramal Rosario - Córdoba pertenece al Ferrocarril General Bartolomé Mitre, Argentina.

## Ubicación
Desde su partida en la ciudad de Rosario, atraviesa las provincias de Santa Fe y Córdoba. Corre a través de 391 km de vías.
En Cañada de Gómez cambian los kilometrajes dado que hasta dicha localidad están tomados desde el 0,0 en la Estación Rosario Central. Desde Cañada de Gómez en adelante arrancan los kilometrajes tomados desde Retiro. Esto ocurre porque el ramal Retiro-Córdoba del Ferrocarril Central Argentino no pasaba originalmente por Rosario sino a través de diversas localidades como ser: Victoria, Vagues, San Antonio de Areco, Pergamino, Peyrano, Casilda, Cañada de Gómez, y Villa María, por nombrar a las estaciones/localidades más importantes.

## Servicios
Los servicios están a cargo de la empresa estatal Trenes Argentinos Operaciones.
Servicio General Retiro - Rosario - Córdoba:
Su recorrido es de alrededor de 21 horas.
La formación está conformada por tres coches de clase primera con 72 asientos, dos clase pullman con 52 asientos y clase dormitorio con 12 camarotes de dos camas cada uno. Estas dos últimas clases cuentan con aire acondicionado y servicio de camareros.
Presta paradas en Retiro, Zárate, San Pedro, San Nicolás, Rosario Sur, Rosario Norte, Correa, Cañada de Gómez, Marcos Juárez, Leones, Bell Ville, Villa María y Córdoba.
Servicio Regional Córdoba - Villa María:
Presta tres servicios semanales en cada sentido, con paradas en Córdoba, Toledo, Río Segundo, Pilar, Laguna Larga, Manfredi, Oncativo, Oliva, James Craik, Tío Pujio, Villa María. La duración del viaje es de 4:40 horas.
Servicio Regional Rosario:
Para el 29 de julio de 2022 se reactiva el servicio Rosario - Cañada de Gómez que se presta en este ramal.
Es así como en junio de 2021 se anunciaron las obras necesarias para la vuelta del servicio de pasajeros, tras 44 años.
Presta paradas en Rosario Norte, Antártida Argentina, Funes, Roldan, San Jerónimo Sud, Carcarañá, Correa y Cañada de Gómez.

## Imágenes

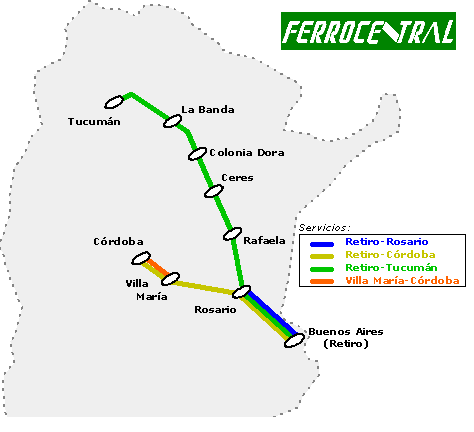
Publicidad de Ferrocentral, anterior operador
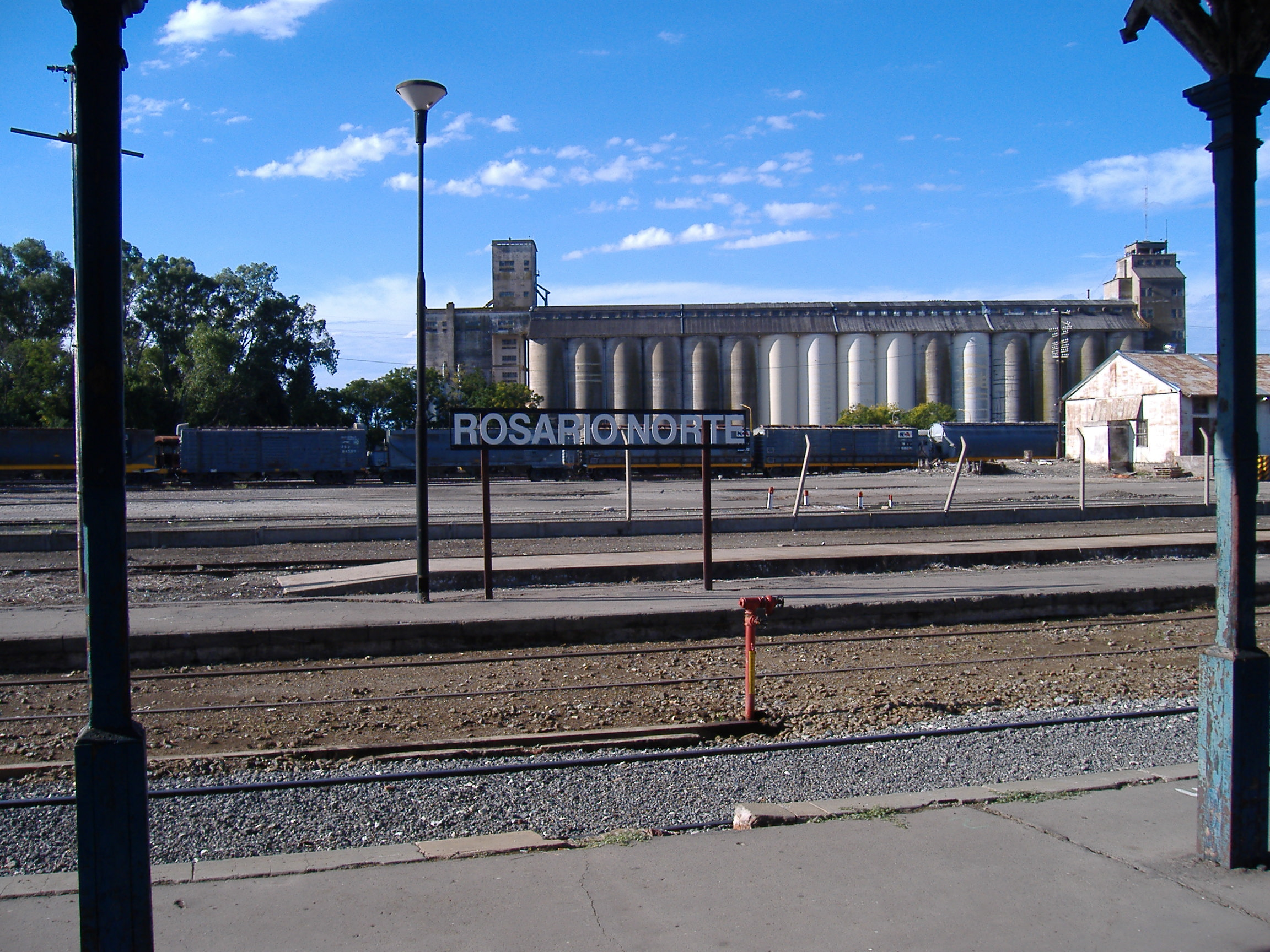
Rosario Norte